# Bogdan Straton
Bogdan Straton (Iași, 23 agosto 1983) è un ex calciatore rumeno, di ruolo difensore.

## Carriera

### Club
Debutta con il Politehnica Iași il 14 marzo 2009 nella sconfitta fuori casa per 1-0 contro lo Steaua Bucureșt. Segna il primo gol con il Politehnica il 21 marzo 2010 nella sconfitta fuori casa per 2-1 contro l'Universitatea Craiova, dove segna il gol della bandiera e viene anche ammonito. L'ultima partita con il Politehnica viene disputata il 5 maggio 2010 nel pareggio fuori casa per 1-1 contro il Pandurii Târgu Jiu.
A gennaio del 2011 firma un contratto biennale per il Widzew Łódź. È stato svincolato un anno e mezzo dopo.

### CSMS Iași
A luglio del 2011 firma un contratto biennale per il CSMS Iași. Debutta con il CSMS Iași il 27 agosto 2011 nella vittoria fuori casa per 1-2 contro il Delta Tulcea. Segna il primo gol con il CSMS Iași l'8 ottobre 2011 nella vittoria casalinga per 1-0 contro il Viitorul Constanța.